# دانشگاهیان ۸۲۹

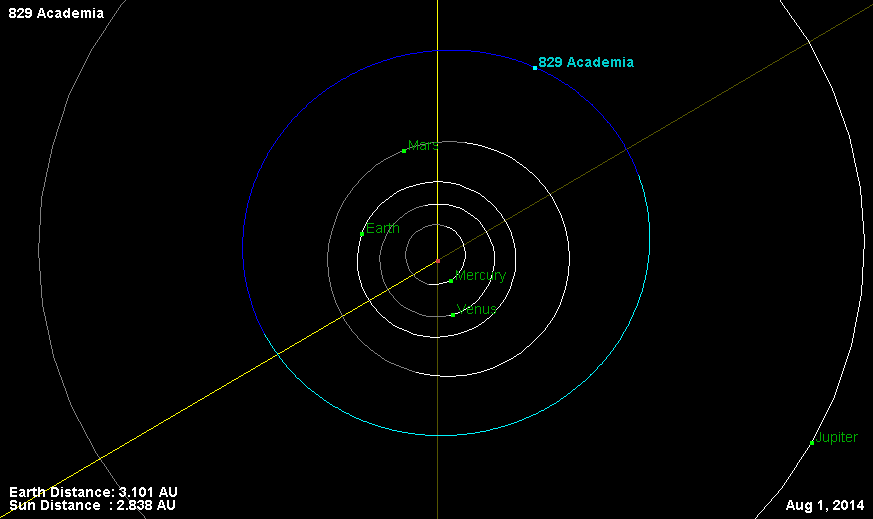
نمایی از محل قرارگیری سیارک دانشگاهیان ۸۲۹ در مدار – ۲۰۱۴

سیارک ۸۲۹ (به انگلیسی: 829 Academia، نامگذاری:1916ZY) هشتصد و بیست و نهمین سیارک کشف شده‌است که در ۲۵ اوت ۱۹۱۶ و در رصدخانه سایمیز کشف شد.
قدر مطلق سیارک برابر ۱۰٫۷۰ است.